# Sant'Arcangelo Trimonte
Sant'Arcangelo Trimonte är en ort och kommun i provinsen Benevento i regionen Kampanien i Italien. Kommunen hade 535 invånare (2017).